# Weiterfressender Mangel
Von einem weiterfressenden Mangel oder Weiterfresserschaden spricht man in der Rechtswissenschaft, wenn eine Sache schon bei Eigentumserwerb mangelhaft ist, der Sachmangel sich aber anschließend noch weiter in der Sache ausbreitet, sich also bildlich gesprochen in dieser „weiterfrisst“.

## Ausgangslage
Grundsätzlich ist ein anfänglicher Mangel keine Eigentumsverletzung im Sinne des § 823 Abs. 1 BGB. Denn der Erwerber hatte niemals unversehrtes Eigentum an der mangelfreien Sache, das verletzt werden könnte, sondern erwirbt die bereits mit einem Mangel behaftete Sache. Grund dafür ist der bezweckte Schutz des § 823 Abs. 1 BGB. Das Deliktsrecht schützt nur das sog. Integritätsinteresse, das heißt die Unversehrtheit der Rechtsgüter, wie sie vor der Verletzungshandlung vorlag. Nicht geschützt wird dagegen das Äquivalenzinteresse, also das Interesse des Käufers an der Erbringung einer zu seiner Gegenleistung gleichwertigen (äquivalenten) Leistung. Wer beispielsweise eine funktionsunfähige Maschine erwirbt, hat deshalb grundsätzlich keine deliktischen Ansprüche gegen den Veräußerer.

## Ausnahme bei fehlender „Stoffgleichheit“
Insbesondere vor der Schuldrechtsmodernisierung unterlagen die kaufrechtlichen Mängelgewährleistungsrechte aber der ausgesprochen kurzen Verjährung von sechs Monaten. Die vertraglichen Ansprüche waren deshalb beim Auftreten des Mangels häufig bereits verjährt. Nicht zuletzt deshalb bemühte sich die Rechtsprechung, dem Erwerber der mangelhaften Sache mit deliktischen Ansprüchen, die erst später verjährten, zu helfen. Sofern sich der ursprüngliche Mangel auf einen abgegrenzten Teil der Sache beschränkte und später zur Zerstörung der gesamten Sache führt, sollte daher nach Auffassung des Bundesgerichtshofs doch eine Eigentumsverletzung vorliegen, so dass dem Erwerber ein Schadensersatzanspruch aus § 823 Abs. 1 BGB zustehe. Im so genannten Schwimmerschalterfall hat der Bundesgerichtshof erstmals diese Grundsätze aufgestellt: Führt der defekte Schwimmerschalter in der erworbenen Maschine später zu deren Zerstörung, so „frisst“ sich der Mangel von einem abgrenzbaren Teil auf die gesamte Sache „weiter“, der Erwerber hat neben vertraglichen auch deliktische Schadensersatzansprüche.
Das Erfordernis, dass sich der Mangel ursprünglich auf einen abgrenzbaren Teil beziehen muss, wird schlagwortartig als fehlende Stoffgleichheit bezeichnet. Davon ist auszugehen, wenn das mangelhafte Teil einer Sache funktionell begrenzt, leicht austauschbar oder gegenüber dem Gesamtwert der Sache von geringem Wert ist. Als Argumente für diese Ausnahme ist zum einen der Aspekt, dass es für den Geschädigten keinen Unterschied macht, ob die Verletzungsursache aus der Sache, welche ja bis auf einen abgrenzbaren Teil mangelfrei ist, selbst oder von außen kommt. Zum anderen führt erst dieser abgrenzbare Mangel zu einer Eigentumsverletzung an der restlichen, bisher mangelfreien Sache und verletzt damit auch das Integritätsinteresse des Erwerbers.
In der Literatur wurde die Rechtsprechung insbesondere deshalb kritisiert, weil sie im Hinblick auf die Verjährungsfristen die rechtspolitische Entscheidung des Gesetzgebers umgehe. Zudem sei Aufgabe des Deliktsrechts, bestehende Rechtsgüter zu schützen (Integritätsinteresse), nicht aber für eine gleichwertige vertragliche Gegenleistung (Äquivalenzinteresse) zu sorgen.
Nachdem inzwischen die vertraglichen und deliktischen Verjährungsfristen stärker angeglichen sind, ist der eigentliche Anlass für die Rechtsprechung zum Weiterfresserschaden entfallen. Der Bundesgerichtshof scheint das Rechtsinstitut aber weiter anwenden zu wollen.